# Carl-Heinz Heuer
Carl-Heinz Heuer (* 10. Februar 1954 in Werne) ist ein deutscher Jurist und Förderer der Kunst.

## Werdegang
Nach dem Abitur 1973 am Gymnasium St. Christophorus in Werne an der Lippe studierte Heuer Rechtswissenschaften an der Universität Münster und erlangte sein erstes juristisches Staatsexamen im Jahr 1978.  Im Anschluss wurde er Assistent am Lehrstuhl von Paul Kirchhof, von dem er 1982 mit einer Dissertation zur Besteuerung der Kunst als Stipendiat der Robert-Bosch-Stiftung promoviert wurde. Das zweite juristische Staatsexamen legte Heuer im Jahre 1984 ab.
Carl-Heinz Heuer ist verheiratet und hat vier Kinder.

## Berufstätigkeit
Heuer war wissenschaftlicher Assistent, zunächst an der Universität Münster, dann am Lehrstuhl von Paul Kirchhof für öffentliches Recht und Steuerrecht an der Ruprecht-Karls-Universität Heidelberg. Seit 1984 ist er Rechtsanwalt in Frankfurt am Main, zunächst als Partner der Anwaltskanzlei Feddersen & Laule, später Feddersen Laule, Ewerwahn & Scherzberg Finkelnburg Clemm. 1999 wurde er dort zum geschäftsführenden Sozius gewählt, 2000 fusionierte die Kanzlei mit der New Yorker White & Case LLP.
2003 gründete Heuer seine eigene Sozietät in Frankfurt, Heuer, Busch und Partner, die sich ausschließlich der Betreuung von großen Privatvermögen widmet, speziell im Bereich der Nachfolgeplanung. Darüber hinaus betreut Heuer große Kunstsammler in allen rechtlichen Fragen, auch bei der Bewertung, beim Erwerb und Verkauf. Heuer entwickelte ein sechsstufiges Verfahren zur Bewertung von Kunstgegenständen, das heute allgemein anerkannt ist.
Heuer war von 1987 bis 2017 Lehrbeauftragter für Steuerrecht an der Ruprecht-Karls-Universität Heidelberg; 2003 wurde er zum Honorarprofessor bestellt.
Als Vorsitzender des Kuratoriums hat Heuer das Franz Marc Museum in Kochel gemeinsam mit der Gründungsdirektorin Cathrin Klingsöhr-Leroy aufgebaut. Als Vorstandsmitglied der Kaldewei Kulturstiftung verantwortet er die Herausgabe des Werkverzeichnisses der Gemälde und Aquarelle von Max Beckmann.

## Kuratoriums- und Beiratsmandate im Kunstbetrieb
Carl-Heinz Heuer engagiert sich in verschiedenen Stiftungen und Museen des Kunstbetriebs.
(chronologisch)
- Seit 1995: Mitglied des Kuratoriums[5] der Ferdinand Möller Stiftung, Berlin
- 1999–2023: Vorsitzender des Kuratoriums[6] der Fritz Winter Stiftung, München
- 2007–2022: Beiratsvorsitzender[7] der Christian Schad Stiftung, Aschaffenburg
- 2007–2022: Vorsitzender des Kuratoriums[8] des Städel Museums, Frankfurt am Main
- 2007–2023: Vorsitzender des Kuratoriums[9] der Franz Marc Museumsgesellschaft, Kochel am See.
- Seit 2012: Alleiniges Vorstandsmitglied und später Mitglied des Beirats[10] der Franz Dieter und Michaela Kaldewei Kulturstiftung, Ahlen
- Seit 2012: Zunächst Beirats-, dann Vorstandsmitglied[11] der Studienstiftung Horst Antes.
- Seit 2012: Kuratoriumsvorsitzender[12] der Kulturstiftung des Hauses Hessen, Kronberg im Taunus

## Publikationen

### Steuerrecht
- Die Besteuerung der Kunst, Bd. 117 der Schriftenreihe Steuerwissenschaft, 1. Aufl., Köln 1982; 2. Aufl. Köln 1984[13]
- Die AfA-Fähigkeit von Kunstgegenständen, DStR 1983, S. 356 ff.,
- Liebhaberei und Kunstfreiheit, DStZ 1983, S. 294 ff.
- Qualitätsanforderungen an eine künstlerische Tätigkeit im Sinne des § 18 Abs. 1 Satz 2 EStG, DStR 1983, S. 638 ff.
- Das Steuerrecht als Instrument der Kunstförderung, NJW 1985, S. 232 ff.
- Zur Verfassungsmäßigkeit der abgestuften, umsatzsteuerlichen Tarifermäßigung für künstlerische Graphik, StuW 1985, S. 229 ff.
- Anmerkung zum Urteil des FG Münster über Treu und Glauben im Zusammenhang mit Parteispenden, DStZ 1985, S. 594 f.
- Die Neuregelung der Vermögensbesteuerung für Kunstgegenstände – Staatliche Gunst für junge Kunst?, DStR 1986, S. 207 ff.
- Das Steuerrecht als Instrument der Kunstförderung, in: Kunstförderung – Steuerstaat und Ökonomie. Beiträge zu einem Colloquium der Robert-Bosch-Stiftung und der Stiftung Preußischer Kulturbesitz, hrsg. von der Robert-Bosch-Stiftung, Gerlingen 1987, S. 31 ff.
- Familienstiftungen als Objekt der Erbschaftsteuer, DStZ 1987, S. 495 (zusammen mit Gerhard Laule)
- Die Kunst im Steuerrecht. Das Steuerrecht als Mittler, Garant oder Störer der Kunstfreiheit, in: Kunst und Recht im In- und Ausland, C.F. Müller Juristischer Verlag GmbH, Heidelberg, 1994, S. 89 ff.
- Die Bewertung von Kunstgegenständen, in: DStR 12/1995, S. 438 ff.
- Othello wird Sarotti-Mohr – Kultur- und Sportsponsoring müssen gleichgestellt werden, in: Die Woche 23/1996, S. 29
- Kulturfinanzierung durch Sponsoring – steuerliche Konsequenzen beim Sponsor und Gesponserten, in: DStR 1996, S. 1789 ff.
- BMF-Erlass zur ertragsteuerlichen Behandlung des Sponsorings: Konsequenzen beim Sponsor und Gesponserten, in: DStR 1 / 2 1998, S. 18 ff
- Besteuerung steuerbegünstigter Stiftungen in: Handbuch Stiftungen – Ziele – Projekte – Management – Rechtliche Gestaltung, S. 1093 ff., Bertelsmann Stiftung (Hrsg.), Gabler Verlag, 1998
- Ermittlung des gemeinen Wertes von Kunstgegenständen – Anmerkungen zum Beschluss des FG München vom 10.12.1998, 4 V 1954/98 – in: DStR 34/99, S. 1389 ff.
- Der gemeine Wert von Kunstgegenständen. Anmerkungen zum Urteil des BFH vom 6. Juni 2001, II R 7/98, in: DStR 20-21/2002, S. 845 ff.
- Veranstaltungssponsoring, Heft 108 aus der Reihe Heidelberger Musterverträge, Verlag Recht und Wirtschaft GmbH, Heidelberg, 2003
- Ordnung als Leitmotiv – Der erbschaftsteuerliche Sammlungsbegriff, in: ZEV 12/2013, S. 641 ff.
- Schenkungsteuerfreiheit einer Kunstsammlung – Zugleich Anmerkung zu FG Münster vom 24. September 2014 – 3 K 2906-12 Erb, in: DStR 13/2015, S. 682 ff.
- Steuerfreiheit einer Kunstsammlung, in: ZEV 3/2015, S. 175 ff.[14]

### Gesellschaftsrecht
- Die rechtsmißbräuchliche Erhebung der aktienrechtlichen Anfechtungsklage beim örtlich unzuständigen Gericht, in „AG“, Heft 7/89, S. 234
- Wer kontrolliert die „Kontrolleure“ – Anmerkungen zur Kochs-Adler-Entscheidung des Bundesgerichtshofs – Wertpapiermitteilungen 38/89, S. 1401 ff.
- „Stiftung & Co. KG“, Verlagsbeilage der Frankfurter Allgemeinen Zeitung „Unternehmensbeteiligungen“ vom 26. April 1993
- Die österreichische Privatstiftung und die liechtensteinische Familienstiftung im Lichte des deutschen Steuerrechts, in: Stiftung & Sponsoring, Beilage: Die roten Seiten, Heft 1/2003
- Gute Governance im Non-Profit-Bereich, in: Audit Committee Quarterly IV/2015: Stiftungen, S. 35 ff.

### Straf- und Wirtschaftsrecht
- Die Rechtspflicht zur Aussetzung des Steuerstrafverfahrens bei divergenzgeneigten Vorfragen - § 396 AO im System der Rechtsordnung, DStZ 1985, S. 291 ff.
- „Sonstige Auflagen“ bei der Einstellung des Steuerstrafverfahrens nach § 153a StPO?, DStZ 1985, S. 243 ff.
- Unterbricht ein Durchsuchungsbeschluß gegen die Verantwortlichen eines Unternehmens die Verjährung?, Wistra 1987, S. 170 ff.
- Deutsches und Europäisches Kartellrecht, in „Wirtschaftsrecht – Zeitschrift für Theorie und Praxis des Wirtschaftsrechts“ 2/90, S. 55 ff.
- Gewinnung mineralischer Rohstoffe in den neuen Bundesländern – Teil I in „Wirtschaftsrecht“, Zeitschrift für Theorie und Praxis 1/91, S. 21 ff. Teil II in "Wirtschaftsrecht 2/91, S. 55 ff.

### Kunstrecht
- Kultursponsoring in: Jean-Christophe Ammann, Kulturfinanzierung, eine Dokumentation, Dokumentation des Symposiums zur Art Frankfurt 1995, Regensburg 1995, S. 60 f.
- Kunst und ihre Sponsoren – Zukunft der Kulturfinanzierung. Neuer Sponsorenerlass soll in Kraft treten, in: Horizont 51/1996, S. 96
- Die Zukunft der Kulturfinanzierung – Wege aus der Krise, in: unternehmen kultur kultur unternehmen, Kulturbrauerei, Berlin (Hrsg.), Maecenata Verlag, München, 1997, S. 96
- Öffentliche Aufgaben – private Möglichkeiten 10 Thesen zur Kulturfinanzierung, in: Kulturförderung in gemeinsamer Verantwortung (III) Bürger; Staat und Wirtschaft als Partner, Blaubuch des Aktionskreises Kultur, Hrsg. Kulturkreis der deutschen Wirtschaft im BDI, Köln 1997, S. 29 ff.
- Der Gesetzentwurf von BÜNDNIS 90/DIE GRÜNEN zur Förderung des Stiftungswesens, in: Stiftung & Sponsoring, 2/98, S. 9 ff.
- Genuine Aufgaben des Staates – genuine Aufgaben von privaten Stiftungen und NGO’s, in: Stiftungen und NGO’s als Architekten des Wandels – Wertekonflikte und Kooperationen über Ländergrenzen hinweg, Hrsg. Fritz Erich Anhelm, Evangelische Akademie Loccum, 1998, Heft 69/98, S. 81 ff.
- Das Fundraising-Dinner in: Stiftung & Sponsoring, 1/99, S. 15 ff.
- Die Kunstraubzüge der Nationalsozialisten und ihre Rückabwicklung, in: Weltkunst Heft 3/1999, S. 477 ff.
- Die Kunstraubzüge der Nationalsozialisten und ihre Rückabwicklung, in: NJW 1999, Heft 13, S. 2558 ff.
- „Eingesperrt“ oder „ausverkauft“? Das Gesetz zum Schutz deutschen Kulturgutes gegen Abwanderung, in: Weltkunst, Heft 11/2001, S. 1727 ff.
- Darf man Kunst einsperren? Die Regelung des Gesetzes zum Schutz deutschen Kulturgutes gegen Abwanderung, in: ArtInvestor, Handbuch für Kunst und Investment, Lothar Pues, Edgar Quandt, Rissa (Hrsg.), Finanzbuchverlag, 2002, S. 439 ff.
- Die österreichische Privatstiftung und die liechtensteinische Familienstiftung im Lichte des deutschen Steuerrechts, Die roten Seiten zum Magazin Stiftung & Sponsoring, 1/2003
- Veranstaltungssponsoring, Heidelberger Musterverträge, Heft 108, Verlag Recht und Wirtschaft GmbH, Heidelberg
- Die Fusion von Stiftungen, Die roten Seiten zum Magazin Stiftung & Sponsoring, 3/2005
- Schenken wird schöner – Das neue Gesetz „Hilfen für Helfer“ fördert das Engagement von Stiftern und Mäzenen, Weltkunst, Heft 13/2007, S. 30 f.
- Erbschaft steuerfrei? Weltkunst, Heft 02/2008, S. 44, 45
- Denkmalschutz ultra legem: Die Zukunft der Steuerbefreiung für Kulturgüter gemäß § 13 Abs. 1 Nr. 2 ErbStG, gemeinsam mit von Cube, ZEV (Zeitschrift für Erbrecht und Vermögensnachfolge), 2008, S. 565 ff.
- Die Bewertung von Kunstgegenständen, NJW (Neue Juristische Wochenschrift), 2008, S. 689 ff.
- Die Wertermittlung von Kunstgegenständen, Der Sachverständige, 2008, S. 165 ff.[15]
- Welches Kulturgut ist national wertvoll?, in: Frankfurter Allgemeine Zeitung 29/2016, S. 8[16]

### Diverses
- Karl Freiherr vom Stein als Wegbereiter des deutschen Einkommensteuerrechts, C.F. Müller Juristischer Verlag GmbH, Heidelberg, 1988
- Horst Antes – Wenn Zahlen Bilder werden, in: Katalog der Antes-Ausstellung „Tagebilder“, Berlin 1994, S. 9 ff.
- Schwingungen der Seele – zum graphischen Werk des Künstlers Otmar Alt, im Katalog der Ausstellung „Otmar Alt“ im Von der Heydt Museum, 1964, S. 30 ff.
- Mittler des Künstlers, nicht Macher der Kunst: Otto Stangl und Horst Antes, 1965–1990, in: Horst Antes Ausstellungskatalog, Frankfurt 1996, S. 9 ff.
- Kunst für alle, durch alle und mit allen in: Frankfurter Allgemeine Zeitung, 11. Oktober 1996, S. 35
- Der siebte Planet und die Steuerreform in: Frankfurter Allgemeine Sonntagszeitung, 26. Januar 1997, S. R4
- Vorwort zum Buch: Hommage an einen Galeristen, hrsg. von A. Stoll, Stuttgart, 2003, S. 8 ff.[17]
- Ernst Ludwig Kirchner, Zirkus, Tanz und Cabaret, Ausstellungskatalog Franz Marc Museum Kochel, 2011.
- Vorwort zum Werkverzeichnis Horst Antes, Herausgegeben von der Studienstiftung Horst Antes, Swiridoff Verlag, Künzelsau, 2010, S. 7, Bd. 6.[18]
- Die beschränkte Wirkkraft des Rechts in: Ortlose Moral Identität und Normen in einer sich wandelnden Welt, Hugo Schmale, Marianne Schuller, Günther Ortmann (Hrsg.), Wilhelm Fink Verlag, 2011, S. 233 ff.
- Stiftungen im Leitfaden des Rechts – Festschrift Paul Kirchhof zum 70. Geburtstag, Herausgegeben von Kube, Mellinghoff, Morgenthaler, Palm, Puhl, Seiler, C.F. Müller; Auflage 2013[19]